# Jacob Heinrich Rehder

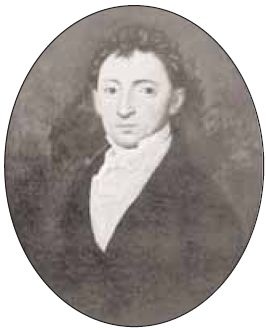
Jacob Heinrich Rehder

Jacob Heinrich Rehder (* 18. Februar 1790 in Eutin; † 9. Februar 1852 in Muskau) war Hofgärtner und in den 1830er Jahren der erste Park-Inspector des Muskauer Parks und der Umsetzer der Ideen seines häufig abwesenden Schöpfers, des Fürsten Hermann von Pückler-Muskau. Rehder war der Lehrmeister des Landschaftskünstlers Eduard Petzold.
Er ist beerdigt auf dem evangelischen Friedhof Bad Muskau (Hinweistafel auf dem Friedhof). Eine Gedenktafel am Alten Schloss in Bad Muskau erinnert an ihn. 